# عين يوسف
عين يوسف إحدى بلديات دائرة الرمشي بولاية تلمسان الجزائرية.

## أصل التسمية
تسمية عين يوسف تنسب إلى عيون المياه المتوفرة، حيث كانت تزخر بكمية هائلة من المياه الجوفية. "lavicierere "هي الكنية التي لقبت بها عين يوسف أثناء الاستعمار الفرنسي للجزائر.
و تضم 03 مراكز عمرانية هي : عين يوسف مقر البلدية- قرية عين وهاب- قرية أحمد بن طيب

## الموقع
تقع بلدية عين يوسف شمال شرق تلمسان على ارتفاع 277 م عن مستوى البحر. وتبعد عن مقر الولاية بـ 25 كلم وعن مقر الدائرة بـ 08 كلم، وعن مطار زناتة بـ 12كلم.
و يحدها من:
- الشمال: بلدية الفحول.
- الجنوب : بلدية الحناية.
- الشرق: بلدية بن سكران.
- الغرب: بلدية الرمشي.

## المساحــــة والسكان
تتربع بلدية عين يوسف على مساحة قدرها 54.94 كلم2 و بلغ تعداد سكانها حوالي 11865 سنة 2002 و 14000 نسمة تبعا لإحصائيات 2009.

## المميزات
تمتاز البلدية بالطابع الفلاحي المحض بتوفرها على أراضي فلاحية خصبة، كما يعد القطاع الزراعي الركيزة الأساسية بسكان البلدية في غياب القطاع الصناعي لامتصاص معدل البطالة في أوساط الشباب وخاصة حاملي الشهادات الجامعية.
كما تحتوي البلدية على بعض المرافق العمومية منها 07 مدارس ابتدائية ومتوسطتين وثانوية و مطعم مدرسي و 04 مساجد ومركز بريدي ومركز ثقافي وحيد وملعب بلدي – مركز صحي وقاعة سينما غير مستغلة ومقرا للدرك الوطني وآخر للهلال الأحمر الجزائري.

## النقل
تتوفر البلدية على وسائل نقل مختلفة مثل :
- سيارة الأجرة
- النقل الجماعي.
- النقل البلدي.
- النقل المدرسي.
- النقل الخصوصي.

## المعالم التاريخية والسياحية الأثرية
منطقة سد واد سكاك الذي يتميز بطبيعة خلابة والذي أشرف على افتتاحه رئيس الجمهورية السيد عبد العزيز بوتفليقة. وتعرف منطقة سكاك بوقوع معركة سكاك الشهيرة.
معالم أثرية أخرى :
- مقام الولية الصالحة لالة الزحلية
- المقبرة الفرنسية
- الكنيسة الفرنسية
- منازل الكولون الفرنسي
- مسجد عمر بن عبد العزيز، الذي تم تخريبه من قبل عصابات الجمعيات ذات المصلحة الشخصية تحت مسمى المصلحة العامة.

## هوامش ومراجع
1. ↑   بي دي إف Recensement 2008 de la population algérienne, wilaya de Tlemcen, sur le site de l'ONS. نسخة محفوظة 1 أكتوبر 2018 على موقع واي باك مشين.
2. ↑  GeoNames (بالإنجليزية), 2005, QID:Q830106
3. ↑  (بالإنجليزية) Population des communes d'Algérie sur le site Statoids نسخة محفوظة 4 مارس 2019 على موقع واي باك مشين.